# باپتیست رینت
باپتیست رینت (انگلیسی: Baptiste Reynet؛ زادهٔ ۲۸ اکتبر ۱۹۹۰) بازیکن فوتبال اهل فرانسه است.
از باشگاه‌هایی که در آن بازی کرده‌است می‌توان به باشگاه فوتبال دیژون و باشگاه فوتبال لوریان اشاره کرد.